# (33749) 1999 QO
(33749) 1999 QO es un asteroide perteneciente al cinturón de asteroides, región del sistema solar que se encuentra entre las órbitas de Marte y Júpiter.
Fue descubierto el 19 de agosto de 1999 por Petr Pravec  desde el observatorio de Ondřejov.

## Designación y nombre
Designado provisionalmente como 1999 QO.

## Características orbitales
(33749) 1999 QO está situado a una distancia media del Sol de 2,987 ua, pudiendo alejarse hasta 3,200 ua y acercarse hasta 2,773 ua. Su excentricidad es 0,072 y la inclinación orbital 7,679 grados. Emplea 1885,25 días en completar una órbita alrededor del Sol.
Pertenece a la familia de asteroides de (179) Klytaemnestra.

## Características físicas
La magnitud absoluta de (33749) 1999 QO es 13,69. 